# Saxophone Varie vol. 2
Saxophone Varie vol. 2 (P. Łukaszewski, W. Ratusińska-Zamuszko, M.T. Łukaszewski, A. Karałow, B. Konowalski, K. Herdzin, A.M. Huszcza) – album Pawła Gusnara z polską, współczesną, kameralną muzyką saksofonową, kontynuujący projekt zapoczątkowany przez płytę Saxophone Varie (DUX 0992), uhonorowaną Fryderykiem 2014 w kategorii muzyki poważnej Album Roku Muzyka Kameralna.
Artysta zaprosił artystów wywodzących się ze środowiska warszawskiego, głównie związanych z Uniwersytetem Muzycznym Fryderyka Chopina: Pawła Łukaszewskiego, Weronikę Ratusińską-Zamuszko, Marcina Łukaszewskiego, Andrzeja Karałowa, Benedykta Konowalskiego, Krzysztofa Herdzina, Annę Marię Huszczę. W prezentowanych utworach saksofon sopranowy i altowy pojawia się w zestawieniu z fortepianem, skrzypcami oraz warstwą elektroniczną.
Album został wydany w grudniu 2016 r. przez firmę Dux (numer katalogowy DUX 1374).
Nagranie objęli patronatem: Chopin University Press, Presto, Twoja Muza, YAMAHA, D'Addario, BG France.

## Wykonawcy
- Paweł Gusnar – saksofon sopranowy i altowy
- Joanna Kawalla – skrzypce (12)
- Agnieszka Przemyk-Bryła – fortepian (1–5)
- Marcin T. Łukaszewski – fortepian (6–10)
- Andrzej Karałow – fortepian (11)
- Krzysztof Herdzin – fortepian (13–20)

## Lista utworów
[1]–[3] Paweł Łukaszewski: Trinity Concertino na saksofon sopranowy i fortepian [13:16]
- I. Larghetto [5:35]
- II. Agitato [2:16]
- III. Largo [5:25]

[4] Weronika Ratusińska-Zamuszko: Impressions I na saksofon altowy i fortepian [6:16]
[5] Paweł Łukaszewski: Aria na saksofon sopranowy i fortepian [2:48]
[6]–[10] Marcin Łukaszewski: Gibberish & Babble – Suite in French Style na saksofon sopranowy i fortepian [11:42]
- I. Introduzione e Preludio [2:19]
- II. Quasi danza Toccatina [2:01]
- III. Canon [2:02]
- IV. Notturno [1:52]
- V. Rondeau [3:28]

[11] Andrzej Karałow: Geomeria nocy na saksofon sopranowy, altowy i fortepian [7:51]
[12] Benedykt Konowalski: Rafa koralowa na saksofon i skrzypce [7:39]
[13]–[20] Krzysztof Herdzin: Bajkowe opowieści na saksofon altowy i fortepian [14:42]
- Opowieść I [1:24]
- Opowieść II [2:10]
- Opowieść III [1:30]
- Opowieść IV [2:31]
- Opowieść V [1:29]
- Opowieść VI [1:31]
- Opowieść VII [2:02]
- Opowieść VIII [2:05]

[21] Anna Maria Huszcza: Intercosmic na saksofon sopranowy i elektronikę [7:56]

## Miejsce nagrania, informacje redakcyjne
Nagranie zrealizowano w Sali Koncertowej Uniwersytetu Muzycznego Fryderyka Chopina 10 i 11 września 2016 r. [1]–[10], [13]–[21], Studiu Izabelin 15 października 2015 r. [11] oraz w Studiu Koncertowym Polskiego Radia im. Witolda Lutosławskiego w Warszawie 11 lipca 2016 r. [12].
- Reżyseria nagrania: Katarzyna Rakowiecka-Rojsza [1]–[10], [13]–[21]; Andrzej Puczyński [11]; Ewa Guziołek-Tubelewicz [12]
- Montaż i mastering: Katarzyna Rakowiecka-Rojsza
- Nota programowa: Emilia Dudkiewicz
- Tłumaczenia: Żaneta Pniewska
- Zdjęcie na okładce: Tomasz Zakrzewski
- Redakcja: Marcin Targoński, Emilia Dudkiewicz
- Skład: Rafał Dymerski